# 黒河口岸
黒河口岸（こくが-こうがん、中国語: 黑河口岸、ロシア語: Порт Хэйхэ）は中華人民共和国黒竜江省黒河市のアムール川の中州大黒河島にある、ロシア連邦アムール州ブラゴヴェシチェンスクとの間を結ぶ水路出入国検査場。
黒河口岸は1858年に清露の間で『璦琿条約』が締結された時代にさかのぼることができる。清末より民間及び政府間の小規模な貿易が行われていたが、1931年の満州事変とそれに続く満州国の建国により貿易は停止、中華人民共和国成立後の1957年に再び小規模貿易が開始されたが、文化大革命により再び国境は閉鎖された。
1982年1月、国務院は黒河口岸の運用再開を決定、1983年3月に中ソ両国政府で関係文書を批准し1986年7月より地方貿易が再開された。またそれまで夏季のみの水上輸送に限定していた国境を、1988年2月以降はアムール川が氷結する冬季も車両による国境通過が認められ、同年9月に対岸両都市間の観光が開放されて移行、民間の経済交流が一層活発になった。
夏季は水上輸送、冬季は氷上輸送であるが、流氷期にはホバークラフトによる往来が可能であり、年間を通して多くの旅行者がこの出入国検査場を利用している。